# Stadionul Zimbru
Das Stadionul Zimbru (auch Arena Zimbru) ist ein Fußballstadion in Chișinău, der Hauptstadt der Republik Moldau. Die Bauzeit betrug 27 Monate. Die Kosten beliefen sich auf 11 Millionen US-Dollar. 

## Geschichte
Begonnen wurde der Bau im März 2004, die Fertigstellung erfolgte im Mai 2006. Das Stadion bietet nach eigenen Angaben 10.500, nach einer UEFA-Broschüre 10.400 Zuschauern Platz. Es ist ein UEFA-Stadion der Kategorie 4, der höchsten Klassifikation des Europäischen Fußballverbandes und erfüllt die Vorgaben von UEFA und FIFA für internationale Wettbewerbe. Gegenwärtig tragen die moldauischen Erstligisten Zimbru Chișinău und die moldauische Fußballnationalmannschaft dort ihre Spiele aus. Zudem trug der FC Dacia Chișinău seine Spiele von 2007 bis zu seiner Auflösung im Jahre 2017 im Stadionul Zimbru aus.
Die Anlage liegt im sechs Hektar großen Zimbru Sportkomplex zu dem u. a. das Stadionul Zimbru 2 mit Naturrasen und 2.000 Plätzen, dort spielt Zimbru Chișinău II, das Stadionul CPTF mit Kunstrasen und 2.000 Plätzen, das Spielfeld der Jugend-Fußballschule, ein Mini-Fußballfeld mit Kunstrasen, drei Tennisplätze, ein Fitnessraum, ein medizinisches Zentrum, Wohnungen für die Spieler, ein Vereinsmuseum und das Hotel Zimbru gehören. Die V.I.P.-Boxen sind für 250 Personen ausgelegt. Zudem gibt es fünf Reporterkabinen und einen Raum für Pressekonferenzen mit 44 Plätzen.
Das Stadionul Zimbru löste das alte Stadionul Republican (deutsch Stadion der Republik) als das moldauische Nationalstadion ab, das 1952 erbaut worden war, 8.000 Zuschauer fasste und 2007 abgerissen wurde.